# Nayeli Rangel
Lydia Nayeli Rangel Hernández (* 28. Februar 1992 in Monterrey) ist eine mexikanische Fußballspielerin.

## Karriere

### Verein
Von 2010 bis 2012 spielte sie beim Frauenteam der UANL Tigres in ihrer mexikanischen Heimat. Rangel wurde im Januar 2013 bei der sogenannten NWSL Player Allocation der Mannschaft des Sky Blue FC zugeteilt. Für diese debütierte sie am 1. Juni 2013 im Spiel gegen die Boston Breakers als Einwechselspielerin.

### Nationalmannschaft
Rangel machte ihr erstes Länderspiel als 17-Jährige für die A-Nationalmannschaft Mexikos gegen Venezuela am 24. Juli 2009.
Bis ins Jahr 2012 war sie Mitglied der mexikanischen U-20-Nationalmannschaft und nahm mit dieser an den Weltmeisterschaften 2008, 2010 und 2012 teil. Mit der A-Nationalmannschaft Mexikos trat sie bei der Weltmeisterschaft 2011 und dem Algarve-Cup 2013 an. 2014 nahm sie mit Mexiko am CONCACAF Women’s Gold Cup 2014. Rangel wurde in einem Gruppenspiel, dem verlorenen Halbfinale gegen die USA und im gewonnenen Spiel um Platz 3 eingesetzt, durch das sich Mexiko als Dritter für die WM 2015 qualifizierte. Sie gehört auch zum Kader der Mexikanerinnen für die WM 2015 in Kanada und ist dort deren Mannschaftskapitänin.